# Miromantis indica
Miromantis indica är en bönsyrseart som beskrevs av Giglio-tos 1915. Miromantis indica ingår i släktet Miromantis och familjen Iridopterygidae. Inga underarter finns listade i Catalogue of Life.